# Chained
Chained és una pel·lícula estatunidenca de 1934 dirigida per Clarence Brown, protagonitzada per Joan Crawford i Clark Gable, amb papers secundaris d'Otto Kruger i Stuart Erwin. El guió va ser escrit per John Lee Mahin, Albert Hackett i Frances Goodrich, basat en una història d'Edgar Selwyn. Chained és la cinquena de vuit col·laboracions entre Crawford i Gable.
La trama tracta d'una dona mantinguda que coneix un carismàtic granger sud-americà a bord un creuer.

## Argument
L'amant d'un home té un embolic a bord d'un vaixell amb un altre home, i se sent dividida entre els dos homes.

## Producció
Chained va ser la primera de vuit pel·lícules que Crawford faria amb el cinematògraf George Folsey. Folsey va descobrir un esquema d'enllumenat que va emfasitzar les seves millors característiques. Mentre la tripulació es preparava per una escena amb la llum de la lluna, es va situar un petit focus sobre la Crawford en l'escenari. Folsey destaca com la llum tova va destacar els seus ulls i pòmuls, i va dissenyar l'enllumenat clau al seu voltant. Crawford es va emocionar quan ho va veure, i va reclamar la mateixa classe de llum a la resta de la seva carrera.

## Repartiment
- Joan Crawford: Diane Lovering, 'Dinah'
- Clark Gable: Michael 'Mike' Bradley
- Otto Kruger: Richard I. Field
- Stuart Erwin: John L. 'Johnnie' Smith
- Una O'Connor: Amy
- Marjorie Gateson: Sra. Louise Fields
- Akim Tamiroff: Pablo

Actors que no surten als crèdits
- Grace Hayle: L'amiga d'Edith
- Mickey Rooney: Boy Swimmer
- Frank Puglia: L'amo del cafè

## Rebuda
El crític del New York Herald Tribune Teatre Richard Watts, Jr. va destacar, "les dues estrelles, que certament coneixen el seu negoci, van decidir amb saviesa passar el seu temps exhibint encant i personalitat per tot arreu, cosa que és evidentment el que la pel·lícula requereix per fer pujar l'audiència."